# Mémorial national de la France d'outre-mer
Le Mémorial national de la France Outre-Mer est un ancien projet municipal de la ville de Marseille de construction d'un centre destiné à retracer l'histoire et entretenir la mémoire des personnes ayant vécu dans les colonies françaises au cours de XIXe et XXe siècles. Ce centre, réclamé de longue date par les associations de rapatriés, est décidé par la municipalité de Marseille en l'an 2000. Le 4 août 2003, le Premier ministre, Jean-Pierre Raffarin, déclare que l'État s'associera à ce projet. 
Ce mémorial, dont le directeur pressenti était Jean-Jacques Jordi, devait ouvrir début 2007 et être implanté dans le 8e arrondissement, boulevard Rabatau. L'architecte chargé de coordonner la construction était Jean-Pierre Lott.
Ce centre aurait eu des activités : 
- muséographiques avec une galerie de référence présentant notamment l'histoire des territoires où la France a été présente,
- scientifiques, avec notamment un centre de recherche et d'information et l'organisation de colloques,
- culturelles, avec notamment l'organisation de rencontres littéraires, artistiques ou cinématographiques et des activités éducatives.

Le projet est abandonné par Jean-Claude Gaudin en 2006.